# Eu, bunica, Iliko și Ilarion
Eu, bunica, Iliko și Ilarion (în georgiană მე, ბებია, ილიკო და ილარიონი, în rusă Я, бабушка, Илико и Илларион, transliterat: Ia, babușka, Iliko i Illarion) este un film de comedie romantică alb-negru sovietic-georgian din 1962, cu tematică socială⁠(d), regizat de Tenghiz Abuladze, după un scenariu inspirat din romanul omonim⁠(d) din 1960 al lui Nodar Dumbadze.

## Distribuție
- Soso Ordjonikidze⁠(d) — Zuriko
- Sesilia Takaișvili⁠(d) — bunica Olga
- Aleqsandre Jorjoliani⁠(d) — Iliko
- Grigol Tkabladze⁠(d) — Illarion
- Manana Abazadze⁠(d) — primărița
- Kira Andronikașvili — Zira
- Tenghiz Daușvili — Kukuri
- Ioseb Gogiceaișvili⁠(d) — agitatorul
- Șalva Kherkheulidze⁠(d) — Ambako
- Aleqsandre Gomelauri⁠(d) — Antip
- Vahtang Sulakvelidze⁠(d) — profesorul de chimie
- Mikho Borașvili⁠(d) — Romuli Kalandadzé
- Ekaterine Veruleișvili⁠(d) — țărancă